# Obcina
Obcina – wieś w Rumunii, w okręgu Suczawa, w gminie Fundu Moldovei. W 2011 roku liczyła 42 mieszkańców.